# Senopati Nusantara
Az M/V Senopati Nusantara („A Szigetvilág Kapitánya”) egy indonéz hajó volt, mely 2006. december 30-án egy vihar következtében elsüllyedt. Feltételezések szerint a hajó 40 km-re a Mandalika-szigettől, 300 km-re északnyugatra a fővárostól, Jakartától süllyedt el. Legalább 500 ember vízbe fulladt. Körülbelül 62-en élték túl a tragédiát, többségük kisebb hajókon menekült a környező szigetekre.
A hajó Borneóból, Kumai kikötőjéből indult Semarangba, Jávára. A hajót 1990-ben építették.
Egy helyi rendőr állítása szerint a hajón az utaslisták tanúsága alapján csak 200 utas volt, de a legtöbb jelentés azt említi, a valós szám ennek legalább a kétszerese. Az első jelentések szerint a fedélzeten 800-an utaztak, de ezt később 600-ra mérsékelték.

## Külső hivatkozások
- Corriere.it – a névről
- BBC
- tudósítás az Al-jazeerától